# Hipódromo de Tandil
El hipódromo de Tandil es un lugar destinado a carreras de caballos y otros eventos sociales y de espectáculos, que está ubicado en la ciudad de Tandil, Provincia de Buenos Aires.

## Descripción
El hipódromo de Tandil cuenta con una pista de arena de dos mil cuatrocientos metros de elipse por veintidós de ancho que admite la participación de hasta dieciséis caballos por carrera. Sus tribunas son amplias y cuenta con numerosos boxes.
En el Hipódromo de Tandil se disputan las competencias 12 domingos al año.

## Historia
El hipódromo de Tandil fue inaugurado en 1866 y fue el primero de los abiertos en Sudamérica, a partir de la decisión de un grupo de noventa y seis vecinos que fundaron la Asociación Circo de Carreras Tandilenses.
Las carreras de caballos, ya como deporte, se iniciaron en Tandil varios años antes que el mismísimo Carlos Pellegrini, padre del turf, fundara el mítico Jockey Club en Buenos Aires.
Las jornadas domingueras por entonces, amenizadas por la banda municipal de música, albergaban a casi todo el pueblo que se daba cita allí para observar los grandes desafíos entre propietarios de caballos, entrenadores, jinetes y cuidadores. 
Ya a principios del XX, fue el centro de las actividades sociales y deportivas de la ciudad. Su momento de mayor esplendor fue en la década del 60, cuando por el número de carreras y la cantidad de caballos se convirtió en el tercer hipódromo en importancia del país.
Así, el 17 de abril de 1966, con motivo del centenario de la fundación del Hipódromo, se concretó la reunión hípica más importante de la historia. Ese día se corrieron seis carreras de puros con 75 inscritos y se batieron todos los récords de público y apuestas. Años antes, en 1957, para orgullo local, el jockey Daniel Vidal en la onta de Largoveo triunfaba en Palermo en un final de bandera verde, derrotando al legendario Irineo Leguizamo montando a Irrintzarri.[cita requerida] Otro jockey de la ciudad alcanzaría el privilegio de ser el primer tandilense ganador en el Hipódromo de La Plata: Roque Barrera con el caballo Pamperito.
La última carrera se disputó en 1984 y desde entonces el predio quedó abandonado. En el 2004, el Municipio de Tandil se hizo cargo del predio mediante un acuerdo con el Club Hípico e inició el proceso de recuperación que tuvo su broche con la Adjudicación a la Empresa Vistas Serranas de la concesión del Hipódromo, y la vuelta de la actividad. Desde 2006, año de la reapertura del Hipódromo de Tandil, ocacionaron denuncias ante el Instituto Provincial de Loterías y Casinos por irregularidades en lo que respecta al cumplimiento de la concesión otorgada a la empresa Vistas Serranas para la explotación del hipódromo. El contrato habría sido firmado entre el intendente y el presidente de la empresa, Emilio Blanco.
 dichas irregularidades terminarían afectando a parte del gabinete municipal y al intendente Lunghi.

## Principales conciertos y eventos
| País      | Artista      | Año                 | Público                       |
| --------- | ------------ | ------------------- | ----------------------------- |
| Argentina | Indio Solari | 2008 2010 2011 2016 | 70.000 120.000 80.000 200.000 |
| Argentina | La Renga     | 2011 2015           | 15.000 20.000                 |